# Jekatěrina Kondraťjevová
Jekatěrina Sergejevna Kondraťjevová (rusky Екатерина Сергеевна Кондратьева; * 8. dubna 1982, Nižnij Novgorod) je ruská atletka, sprinterka. Její specializací je především běh na 200 metrů.

## Kariéra
Jejím největším individuálním úspěchem na mezinárodní scéně je stříbrná medaile, kterou získala na světové letní univerziádě v jihokorejském Tegu v roce 2003. Společně s Taťjanou Firovovou, Nataljou Lavšukovou a Marijou Lisničenkovou vybojovala zlaté medaile ve štafetě na 4 × 400 metrů.
V roce 2004 reprezentovala na letních olympijských hrách v Athénách, kde skončila v běhu na 200 metrů ve čtvrtfinále.
29. ledna 2005 ve skotském Glasgow byla členkou štafety, která zaběhla nový halový světový rekord na méně často vypisované trati, běhu na 4 × 200 metrů. Jeho hodnota je 1:32,41. Na rekordu se dále podílely Irina Chabarovová, Julija Pečonkinová a Julija Guščinová. V témže roce na halovém ME v Madridu doběhla ve finále dvoustovky na 5. místě.

### Göteborg 2006
Z Mistrovství Evropy v atletice 2006 z Göteborgu si odvezla zlatou medaili ze štafety, když pomohla Ruskám k postupu do finále (4 × 100 m). V něm však dostala namísto Kondraťjevové a Kruglové přednost Julija Guščinová a Jekatěrina Grigorjevová. Na stříbru se dále podílely Natalja Rusakovová a Irina Chabarovová, které běžely rozběh i finále. V individuálním závodě na 200 metrů postoupila do finále, kde doběhla v čase 23,58 s na 6. místě.

## Osobní rekordy
- 200 m (hala) – 23,19 s – 22. leden 2005, Volgograd
- 200 m – 22,64 s – 31. červenec 2004, Tula